# 和田アキ子物語
『和田アキ子物語』（わだアキこものがたり）は、2008年6月20日にフジテレビジョン系列の「金曜プレステージ」枠にて放映されたテレビドラマである。視聴率12.0 %。
「歌手・和田アキ子」誕生までの半生を描いたもので、2010年には舞台化もされ、三越劇場で上演されている。

## キャスト
- 和田アキ子：中鉢明子
- 堀威夫：市村正親
- 小林甫：鶴見辰吾
- オトン：平泉成
- 薗田あかね：辺見えみり
- 磯崎学：宇梶剛士
- リュウジ：山崎裕太
- ユウヤ：石垣佑磨
- 智彦：佐野泰臣
- 高田純次
- 高橋ジョージ
- 相島一之
- 宮本和知
- 本田昌毅
- イジリー岡田
- 杉田ひより
- 和田アキオ：米本来輝
- 和田アキヨシ：伊東誠
- 古川龍海
- 西須隼太
- 頼晃季
- 佐久川稟句
- 加賀谷圭
- 森聖二
- 瀬木一将
- 特別出演：みのもんた、松田聖子
- 阿久悠：西村雅彦
- オカン（和田森子）：泉ピン子

## スタッフ
- 原作：和田アキ子『5年目のハイヒール』（扶桑社刊）
- 脚本：深沢正樹
- 監督：長尾啓司
- プロット構成：酒井直行
- 音楽：住友紀人
- 技斗：高瀬将嗣
- 歌唱指導：亀渕友香
- ロケ協力：キッコーマン、前橋フィルムコミッション、群馬県、前橋市、富士吉田市、上毛電気鉄道　ほか
- 映像協力：スポニチクリエイツ、日本放送協会
- 技術協力：SVS、ビデオスタッフ
- 美術協力：テレビ朝日クリエイト
- 音響効果：メディアハウスサウンドデザイン
- 視覚効果：日本エフェクトセンター
- 企画：現王園佳正、松崎容子 (フジテレビ)
- アソシエイトプロデューサー：菅井敦（ホリプロ）
- プロデューサー：西尾聖、梶野祐司、三瓶慶介（全員ホリプロ）
- 制作：フジテレビ、ホリプロ

## 舞台版のキャスト
- 和田アキ子：中鉢明子
- 飯塚浩司：松原剛志
- 今陽子
- 風間トオル
- 井戸田潤（スピードワゴン）
- 金山一彦
- 石塚義之（アリtoキリギリス）
- 渋谷邦夫
- 大堀恵（SDN48）
- 新井みずか
- 八木善孝
- 渡辺志保
- 佐藤孝之
- 久保浩子
- 白神早季子
- 若生千晶

## 舞台版のスタッフ
- 脚本：秦建日子、蒲田幸成
- 演出：後藤凌二